# Джамбія

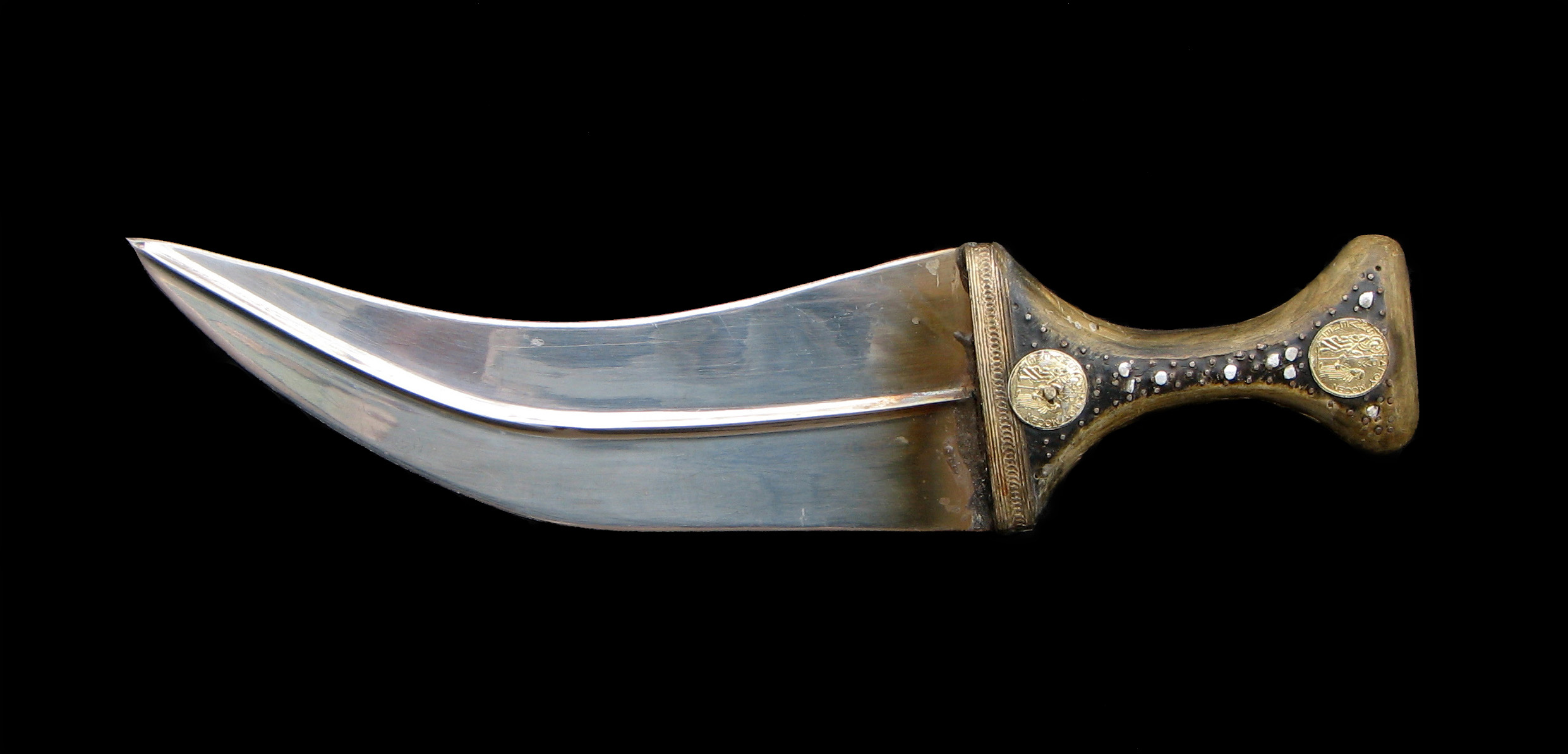
Джамбія з Ємену

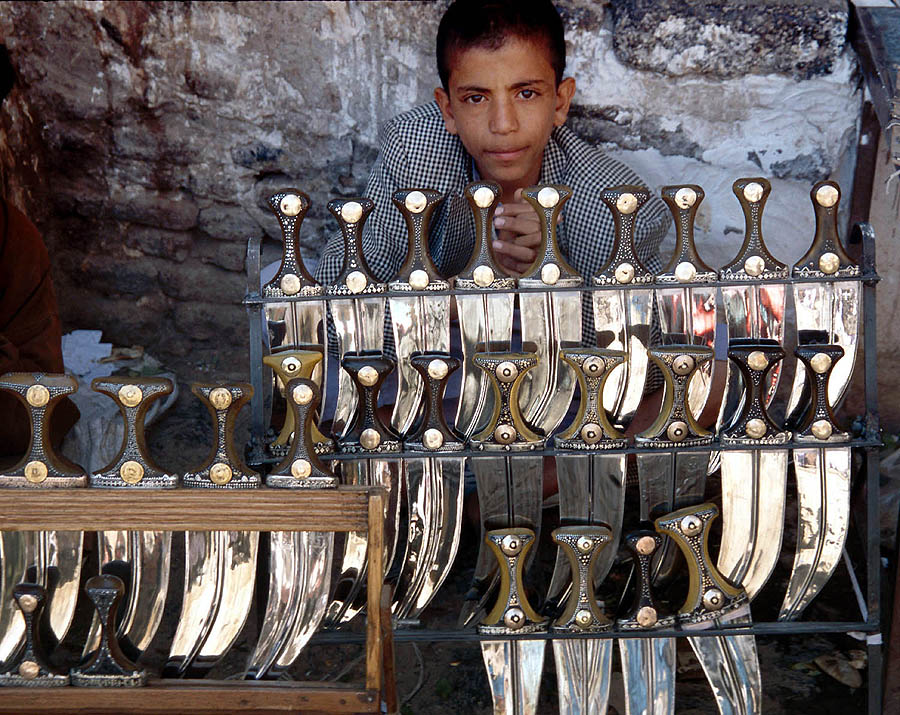
Продавець кинджалів джамбія на вулиці Таїза (Ємен)

Герб Оману

Джамбія (араб. جنبية) — східний кинджал з широким загнутим клинком без гарди. Історично поширений в арабських країнах, а також в Ірані та Індії. Саме іранські та індійські джамбії вважаються найбільш якісними та гарними. Елемент національного чоловічого костюму єменців. У Ємені джамбію носить більшість осіб чоловічої статі. Кинджал-джамбію зображено на прапорі та гербі Оману.
Джамбія носиться засунутою за спеціальний ремінь з дубленої шкіри або дуже щільної тканини, трохи збоку, звідси і походить її назва від арабського слова «бік, сторона»..

## Історія
Джамбія не змінює свого вигляду уже декілька тисячоліть. З найдавніших часів кинджали даного типу з широким двосічним загнутим лезом були широко поширеними у народів Близького та Середнього Сходу та зокрема у Персії, арабських країнах та у Індії. У зв'язку з традиціями та заборонами ісламу, на арабських кинджалах не допускалося зображення тварин, птахів та людей.
На ранніших (періоду XVIII — першої половини XIX століть) джамбіях були ребра у середині для надання жорсткості та міцності, а ріжучі краї клинка робились сильно вираженими. Для пізнішого (рубіж XIX–XX століть) виробництва характерні слабко виражені кромки та середнє ребро клинка, швидше за все, у цей час вони виготовлялись формально, як традиційні ознаки.
До нашого часу джамбія збереглася лише у Ємені.

## Джамбія і ханджар
|         |  |         |
| Джамбія |  | Ханджар |

Джамбія за своєю морфологією дуже схожа на інший кинджал арабського походження — ханджар. Принципова різниця полягає в тому, що вістря клинка джамбії дивиться у бік, тому це переважно ріжуча зброя, тоді як у ханджара вістря виведене на одну лінію з руків'ям (інколи це досягається за рахунок легкого подвійного вигину клинка), через що ханджаром дуже зручно колоти.

## Галерея зображень

Національні і регіональні варіанти джамбії
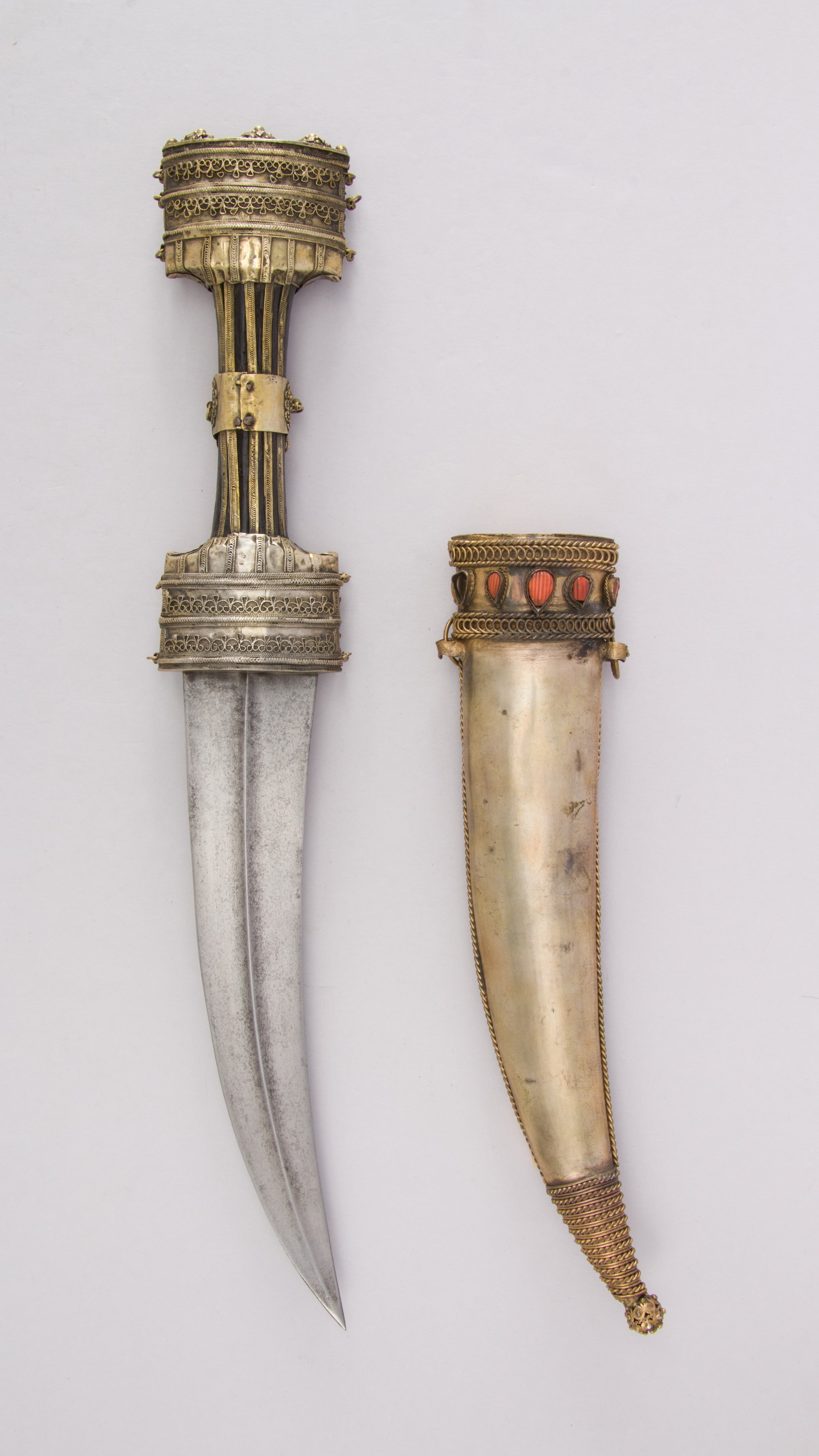
Албанська
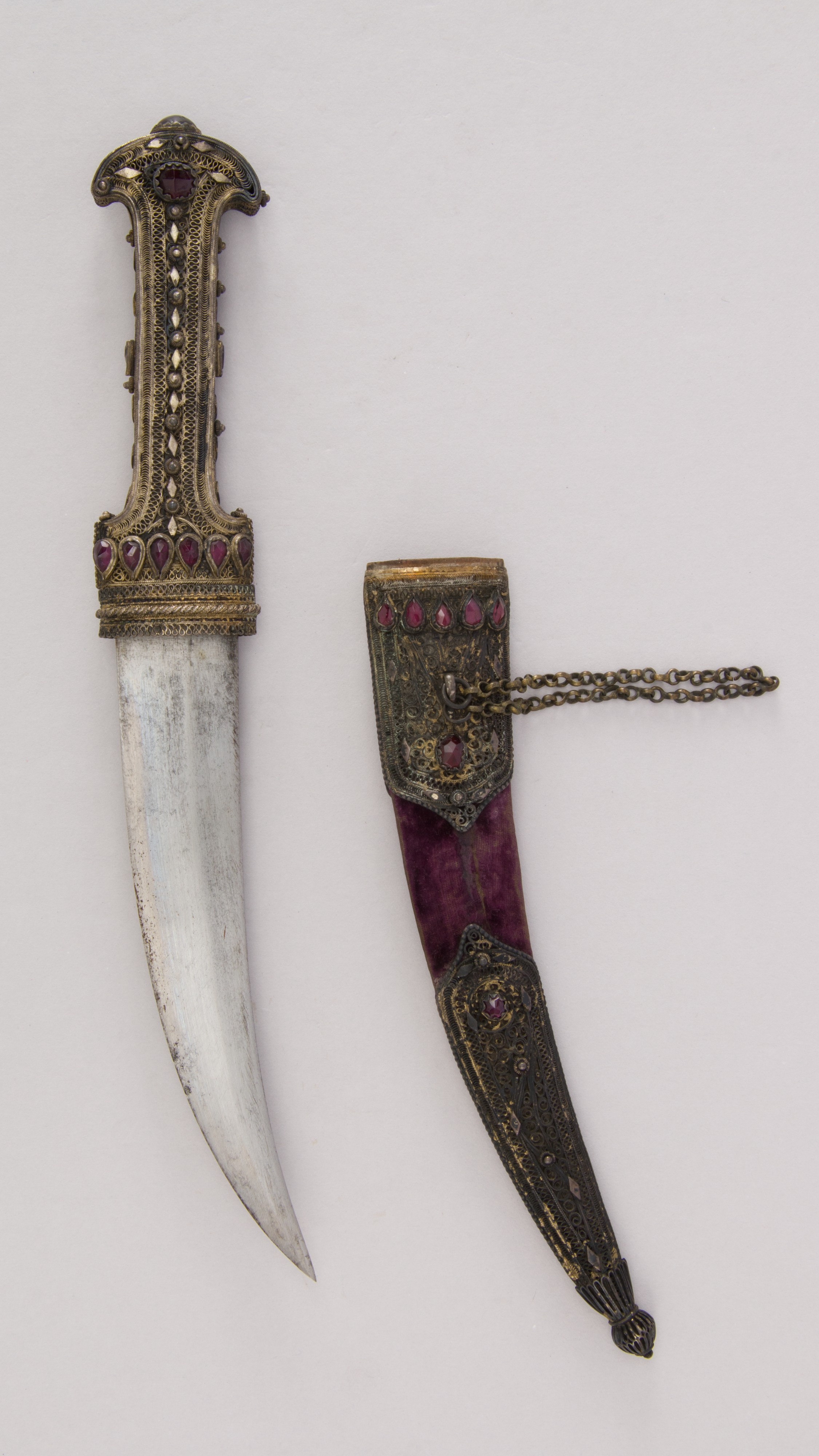
Мальтійська
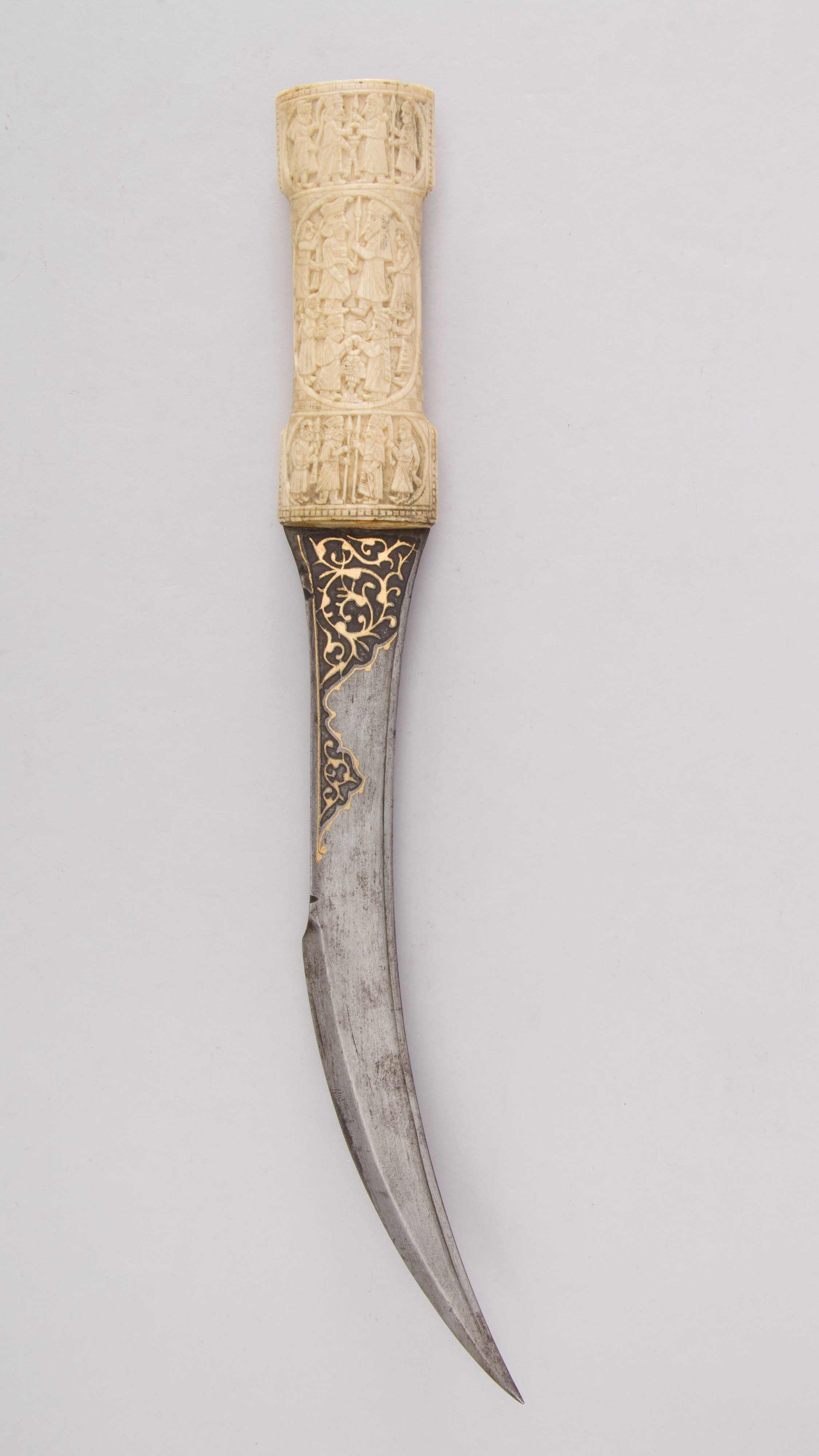
Іранська (варіант)
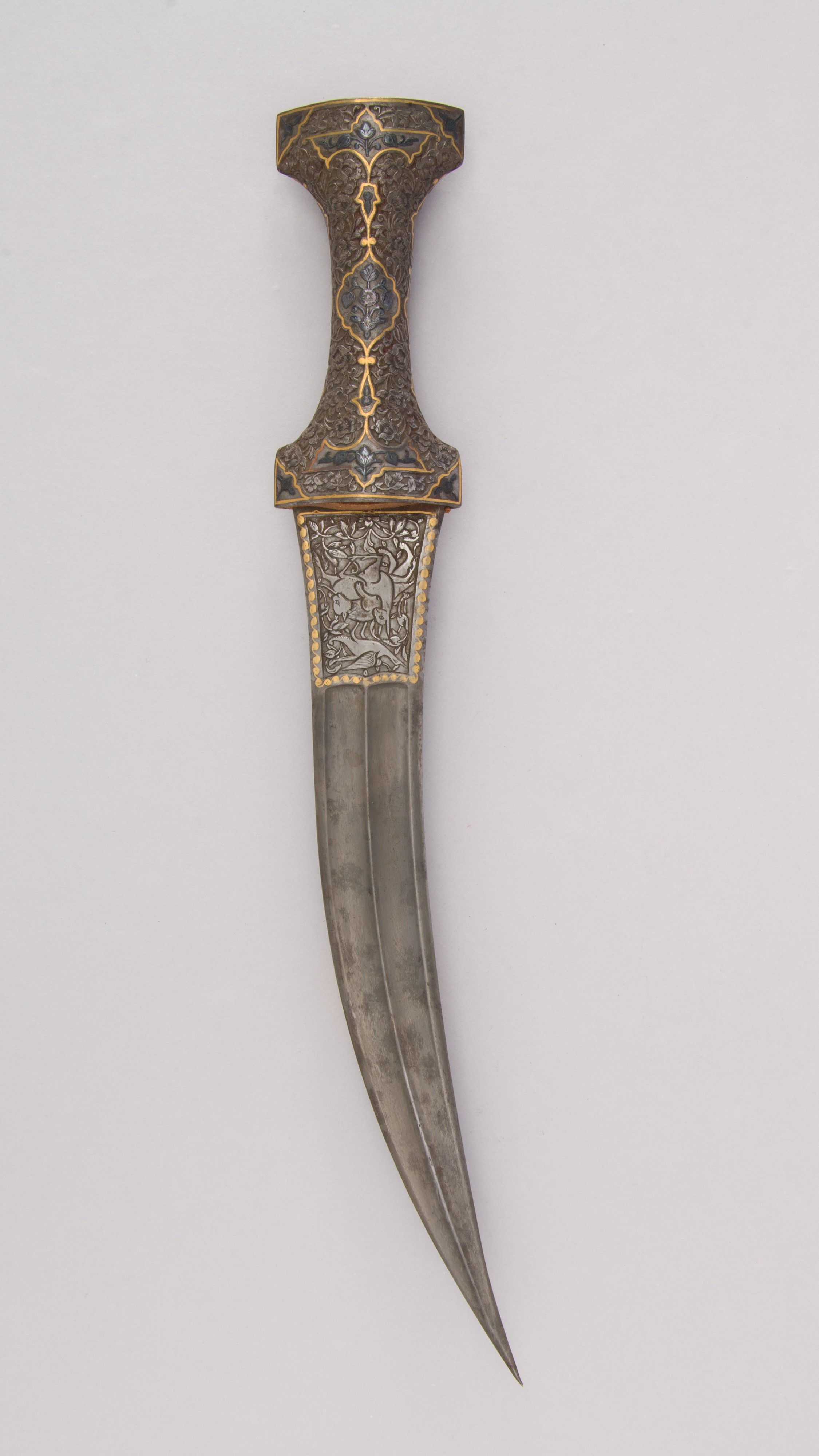
Іранська (варіант)
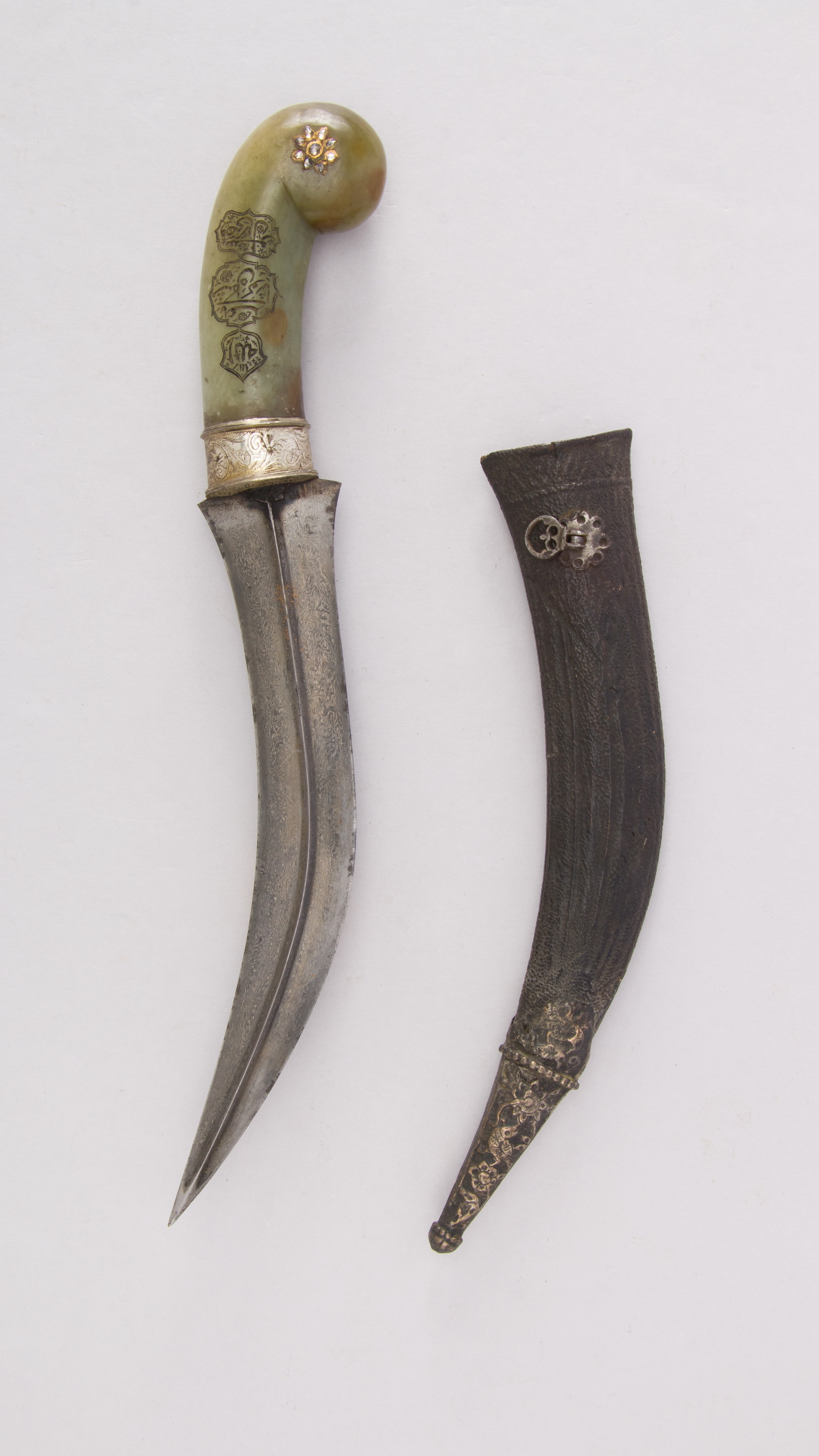
Іранська (варіант)
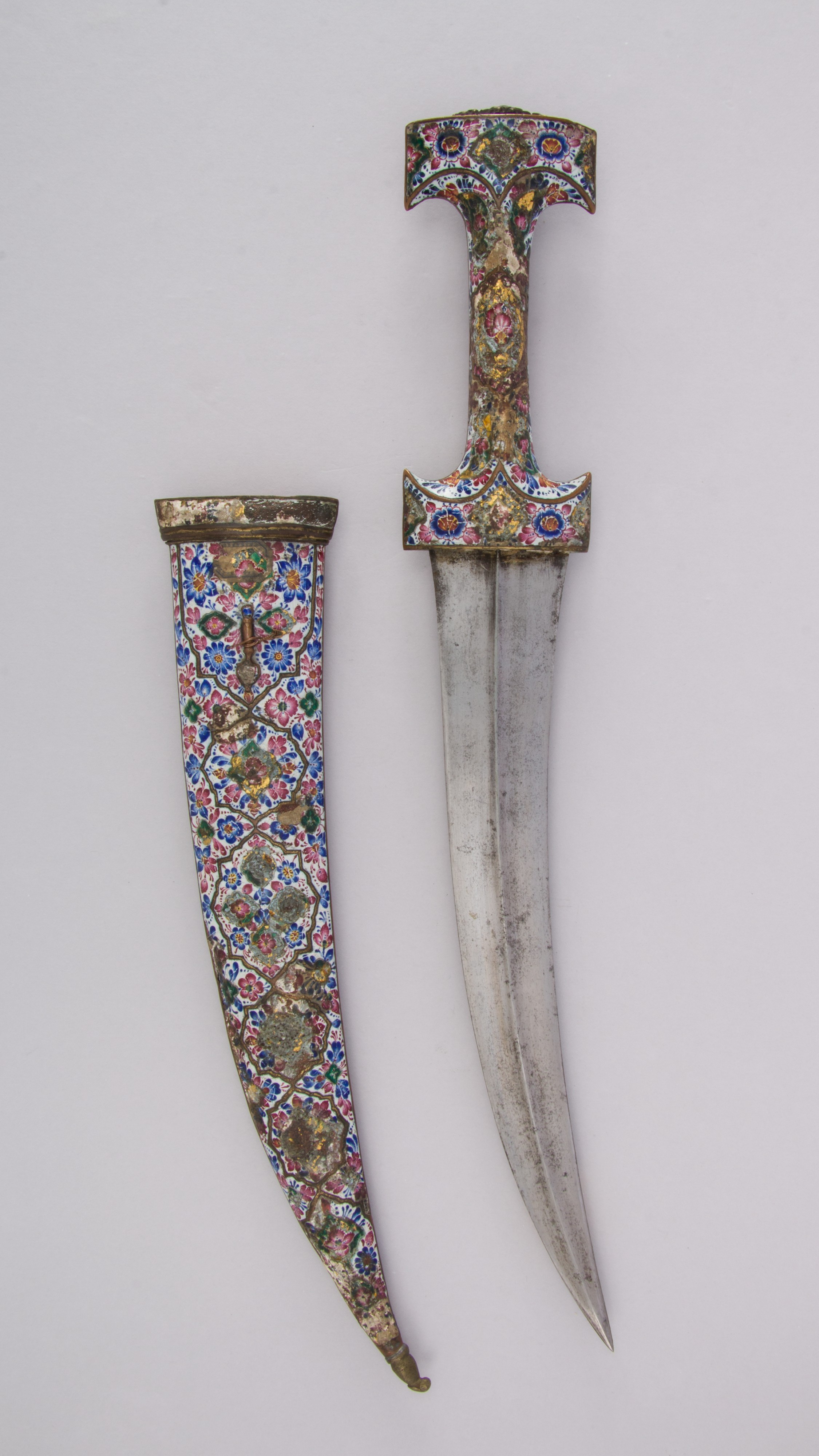
Іранська (варіант)
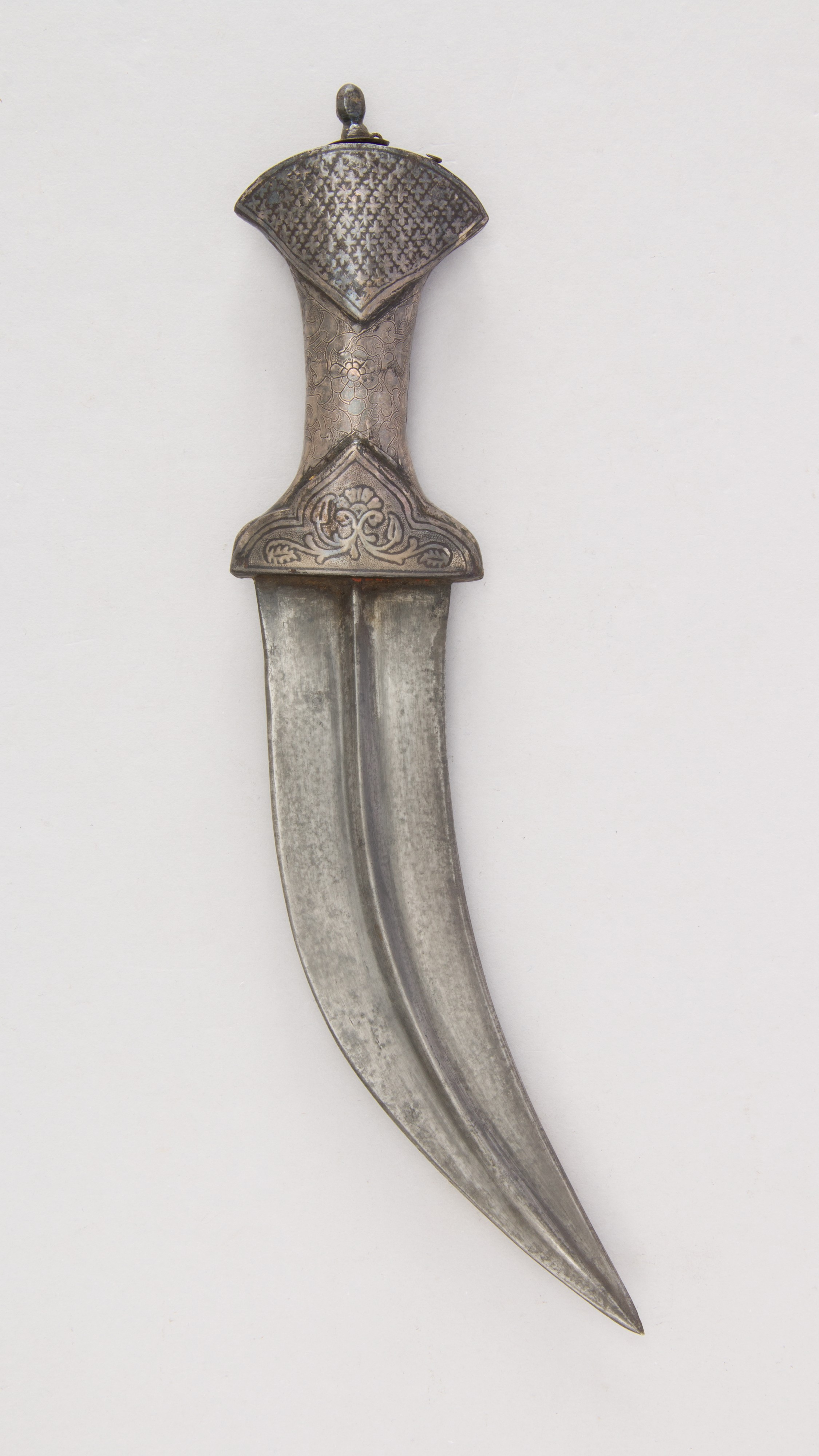
Індійська (варіант)
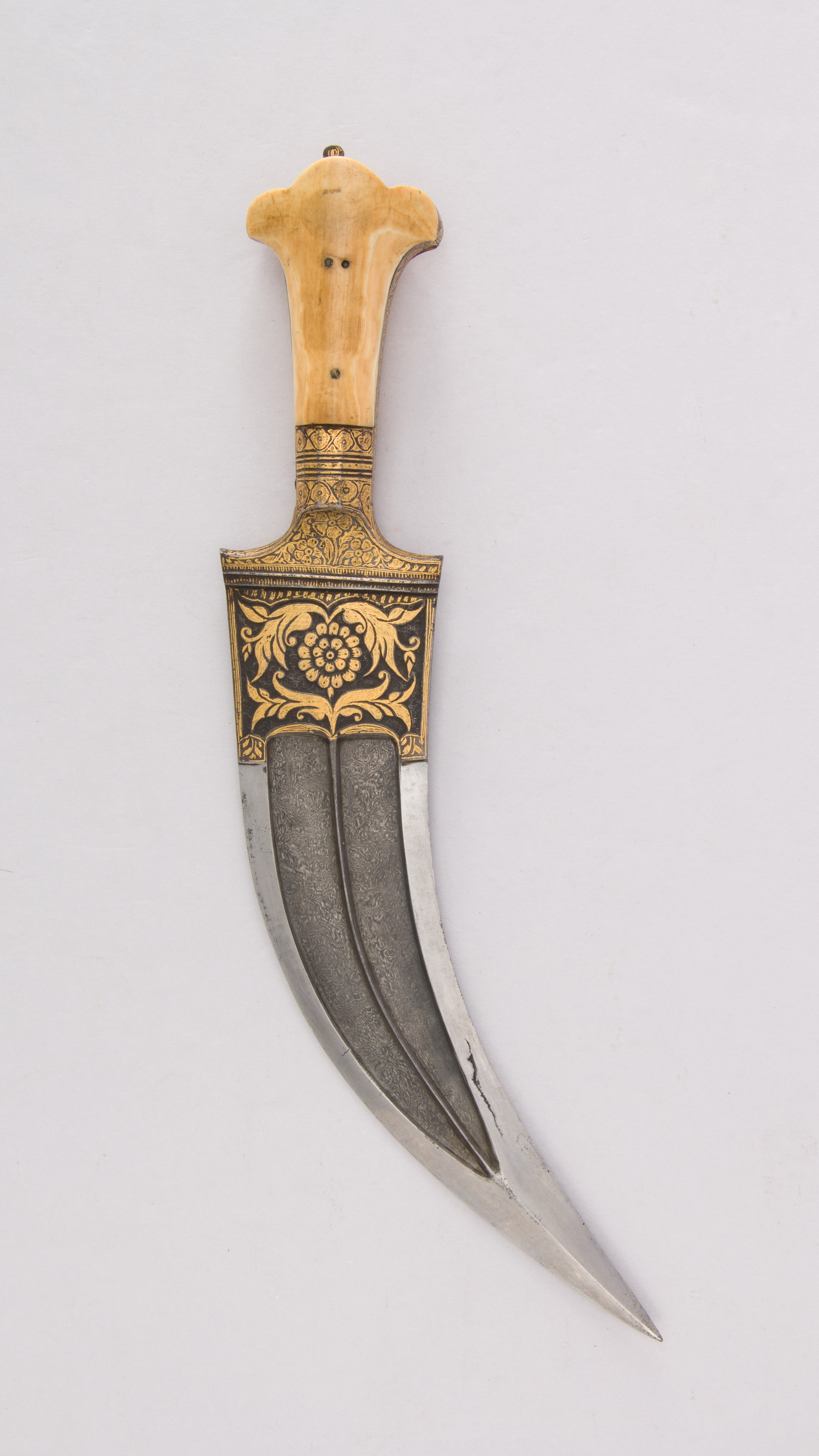
Індійська (варіант)
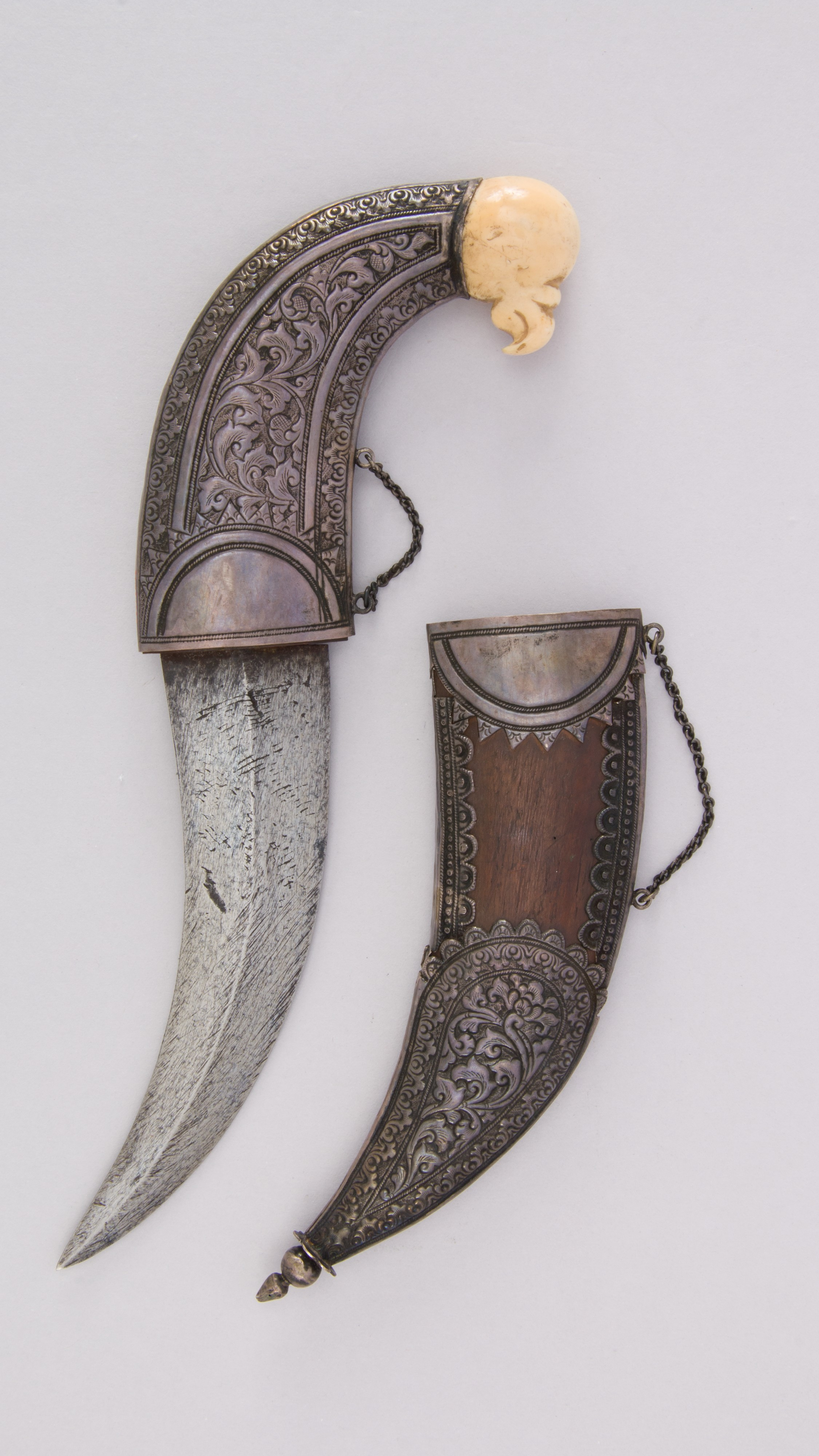
Індійська (варіант)
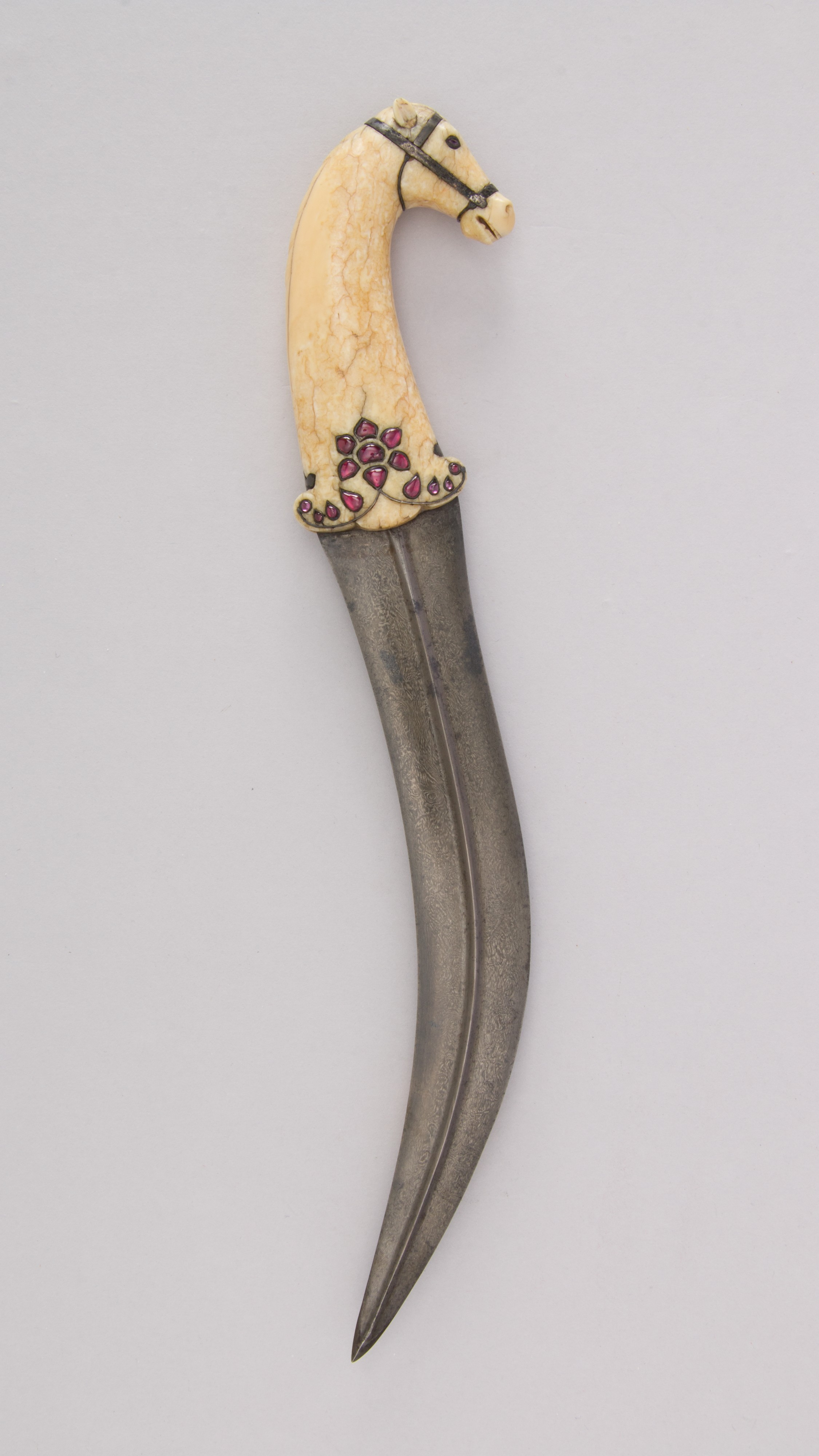
Індійська (варіант)
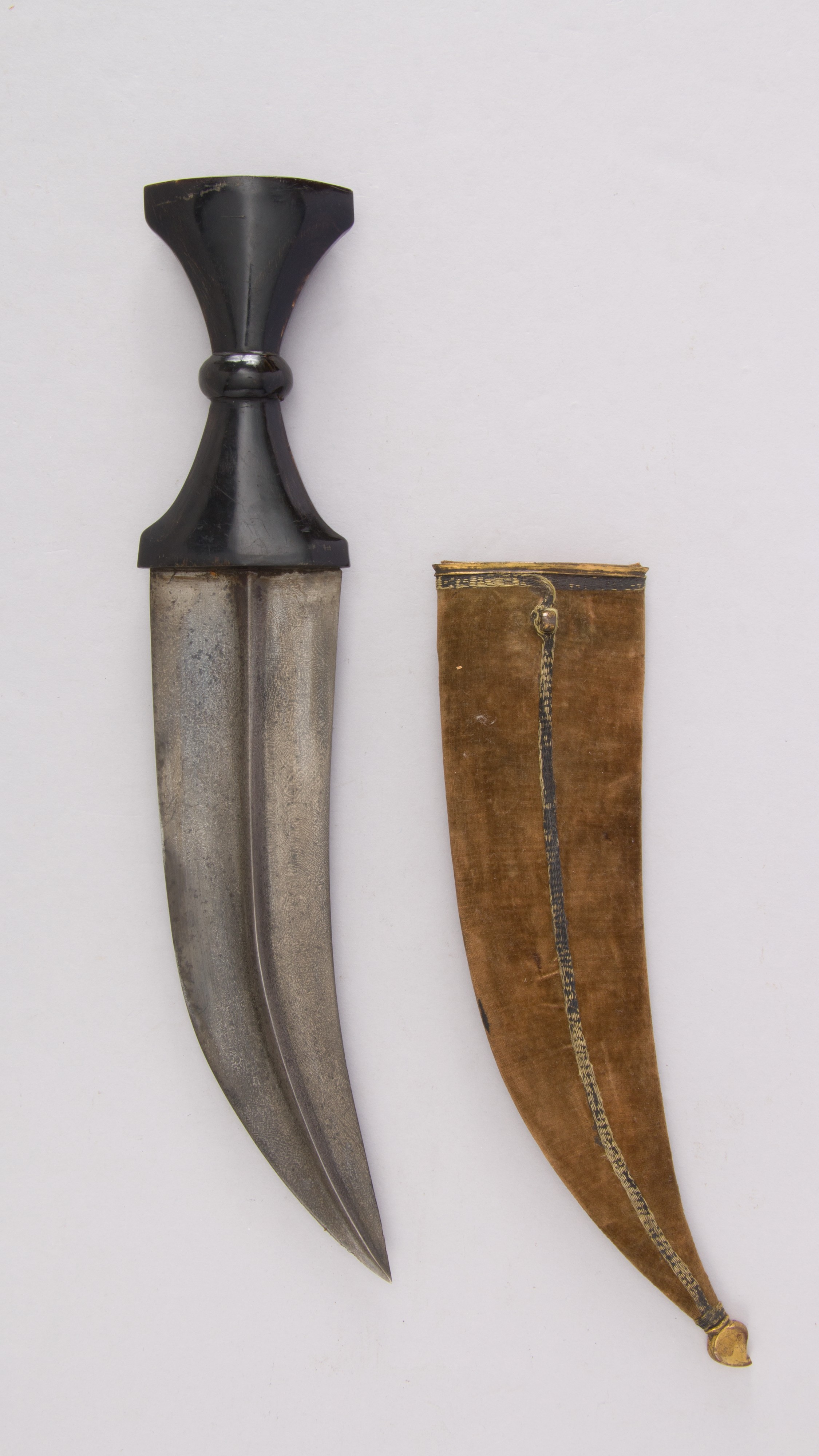
Південно-індійська
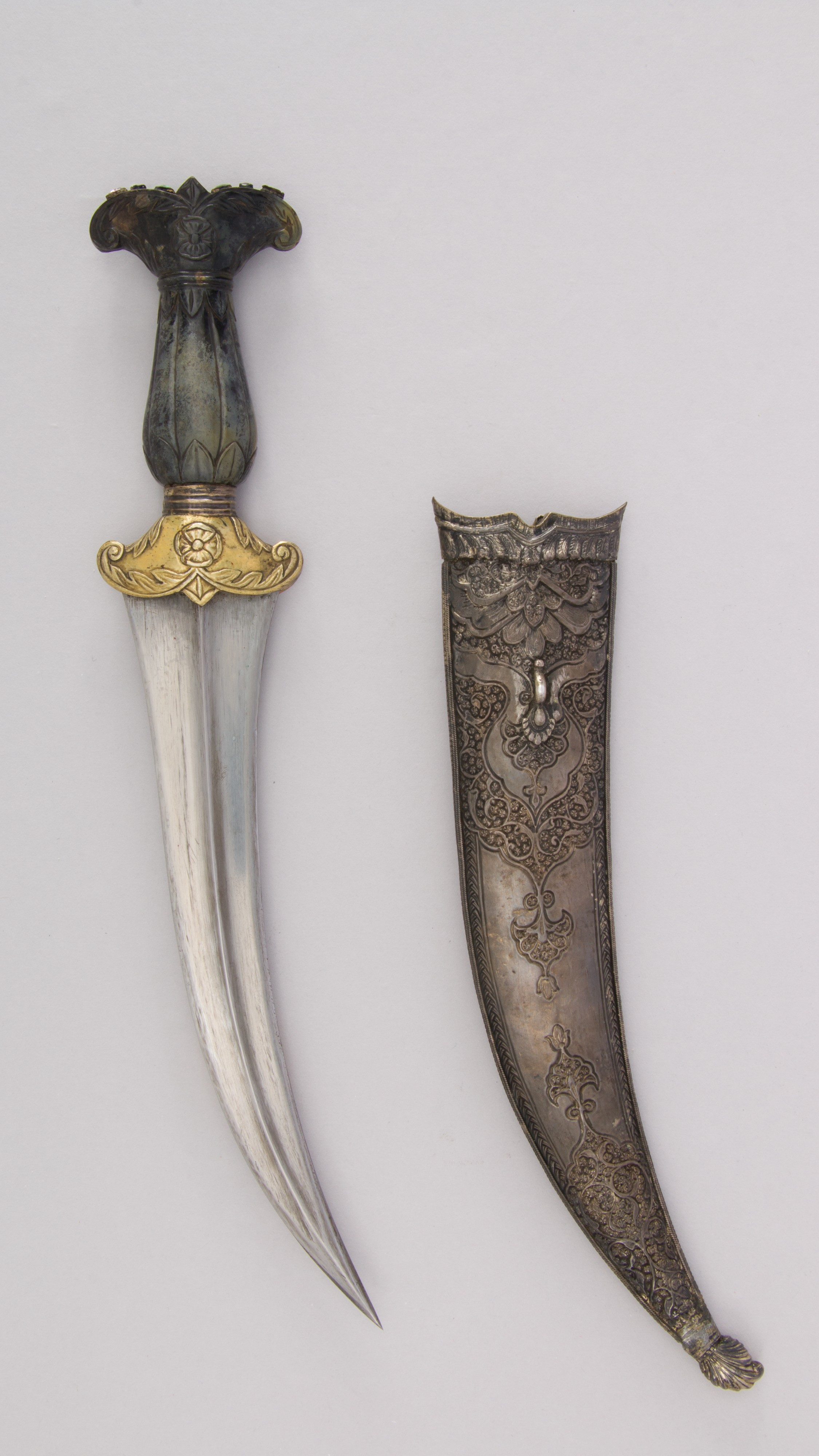
Турецька (варіант)
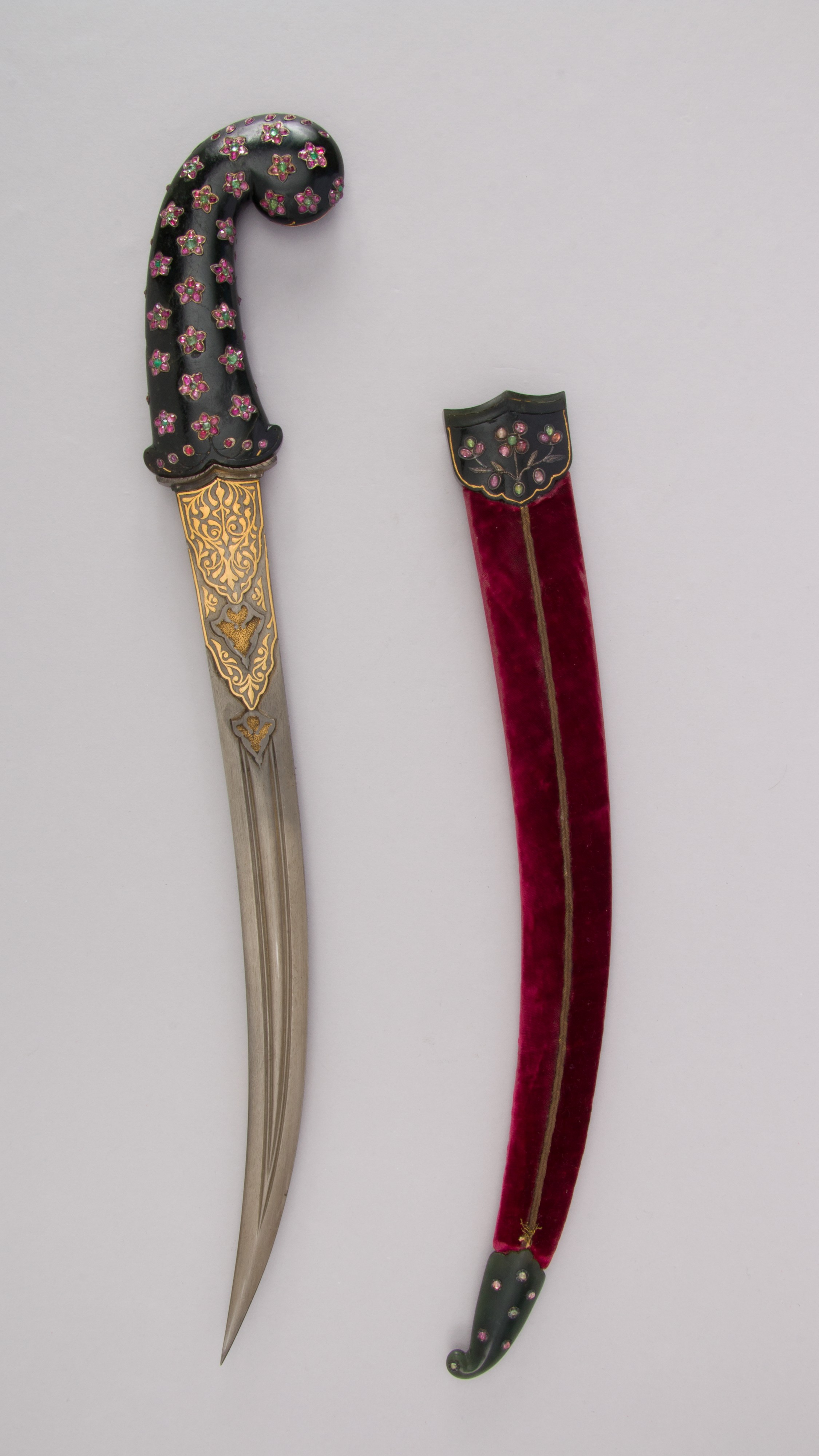
Турецька (варіант)
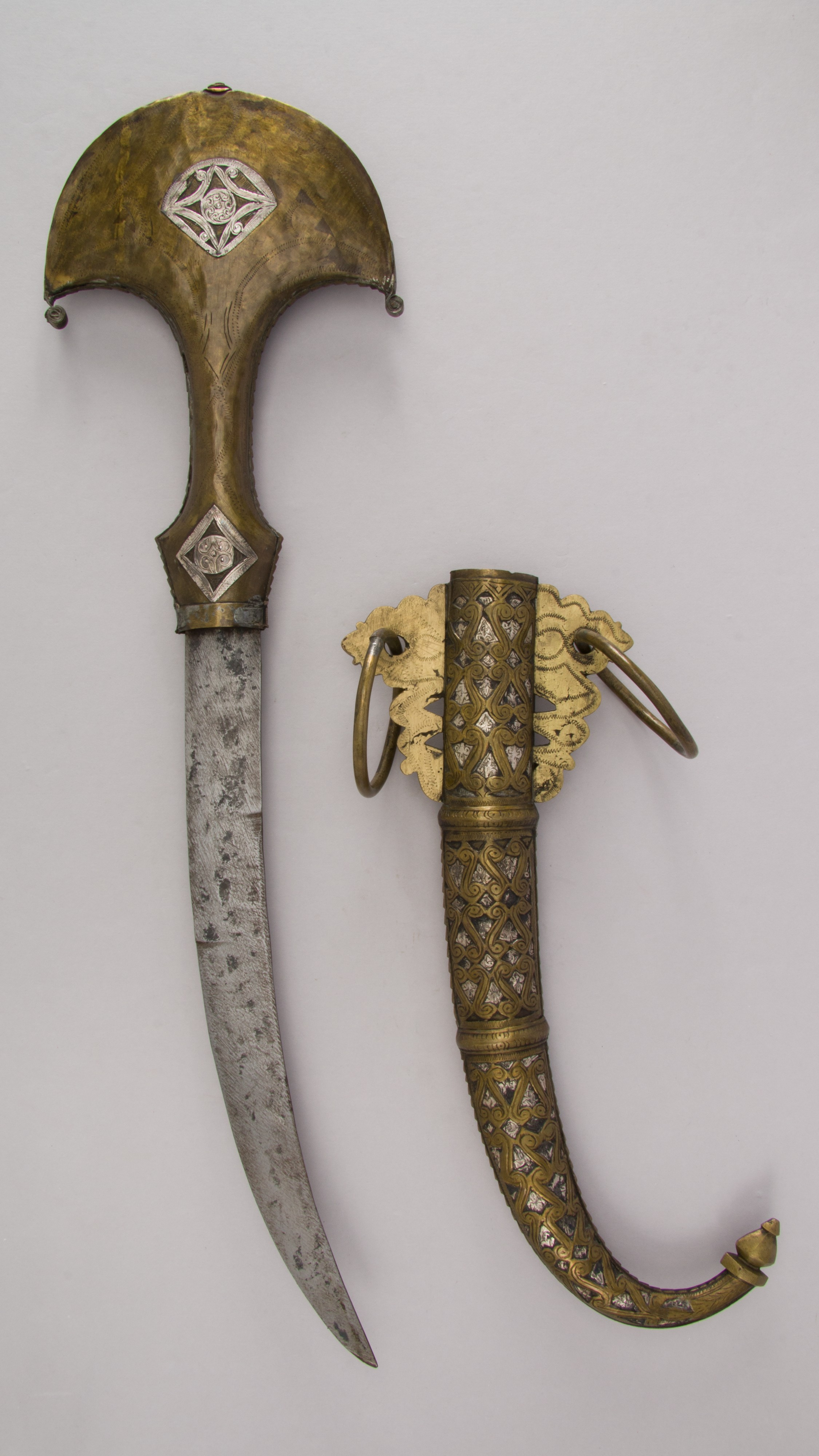
Марокканська
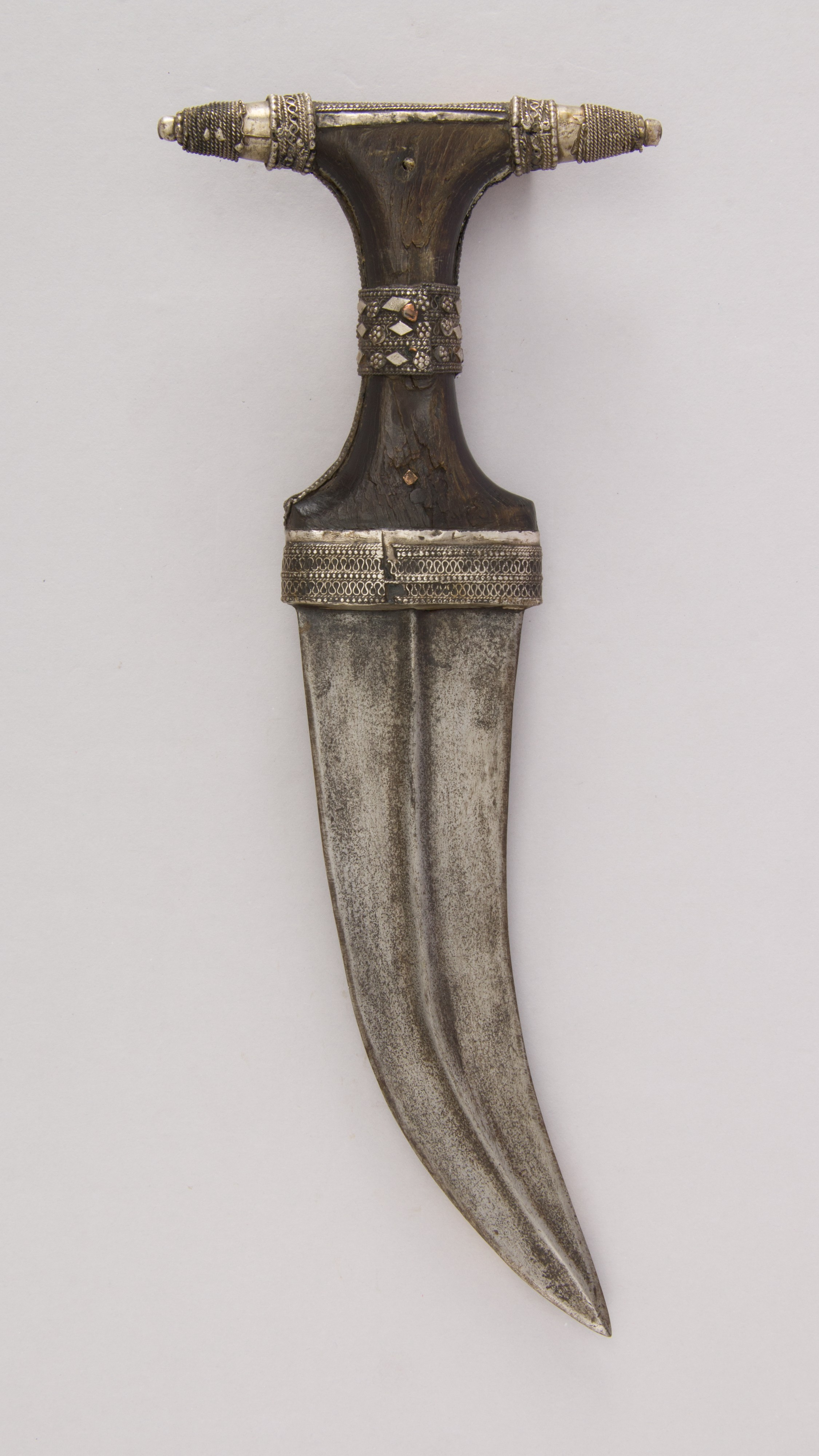
Єгипетська
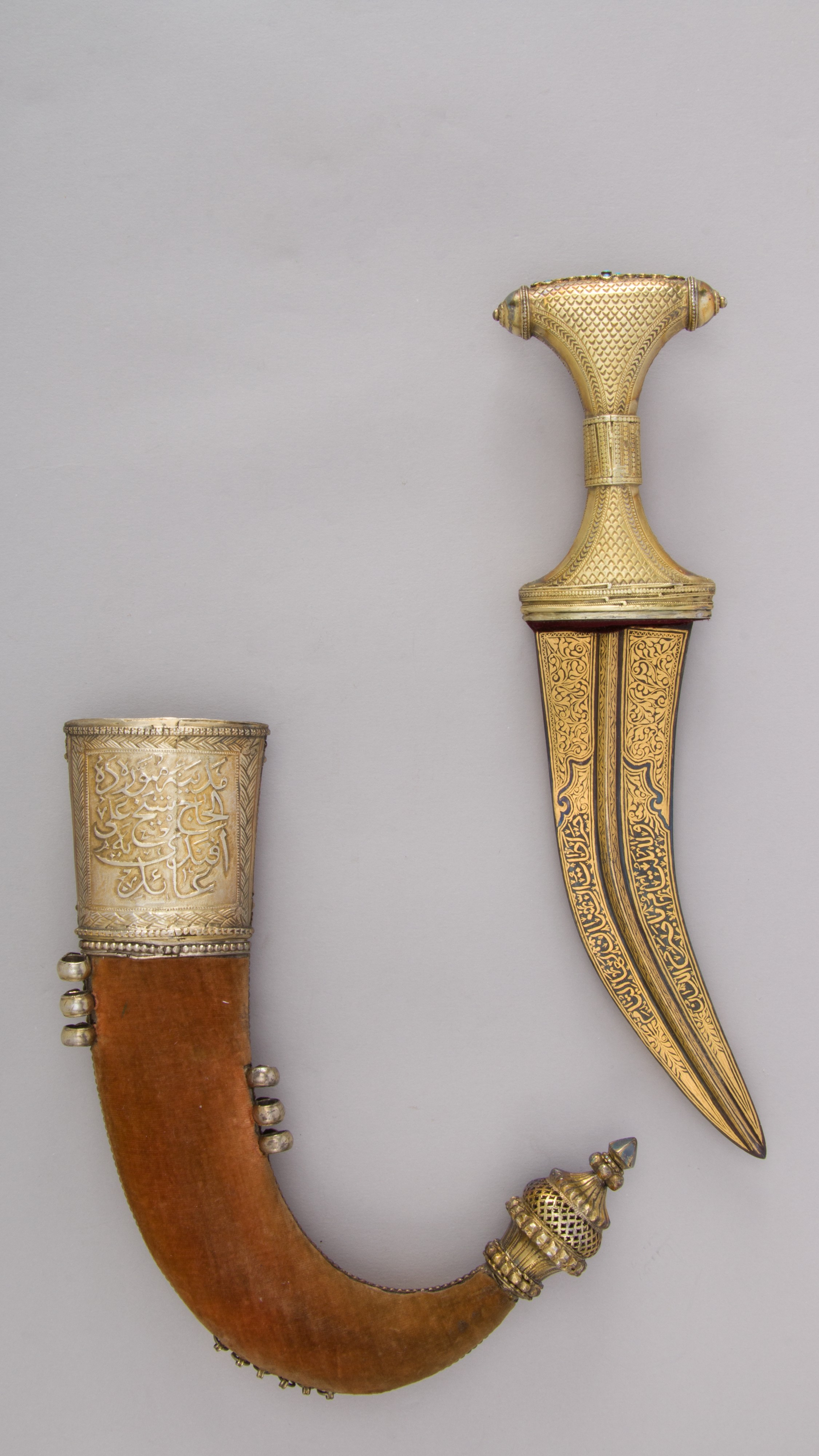
Арабська (Медина)
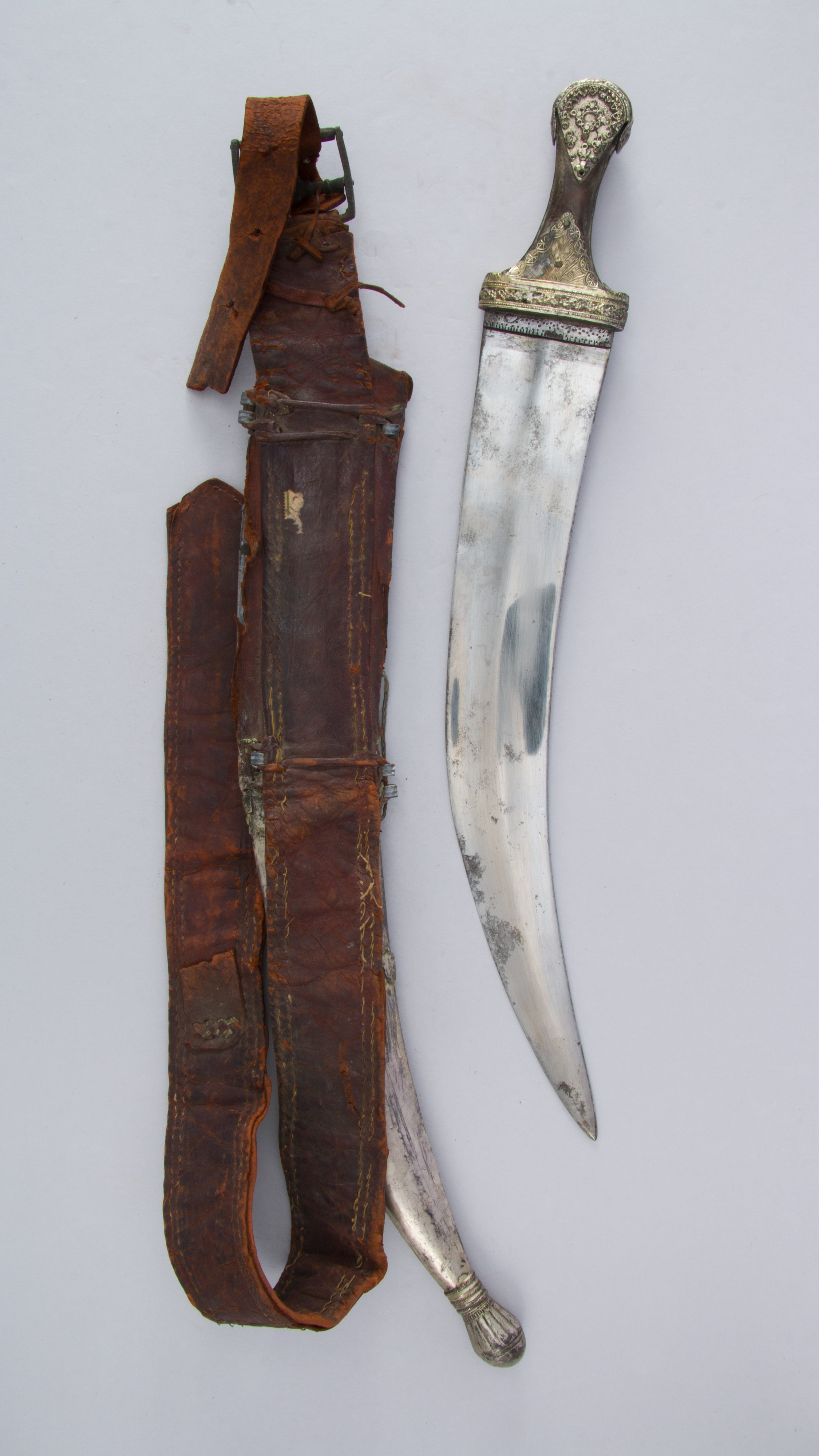
Арабська (варіант)
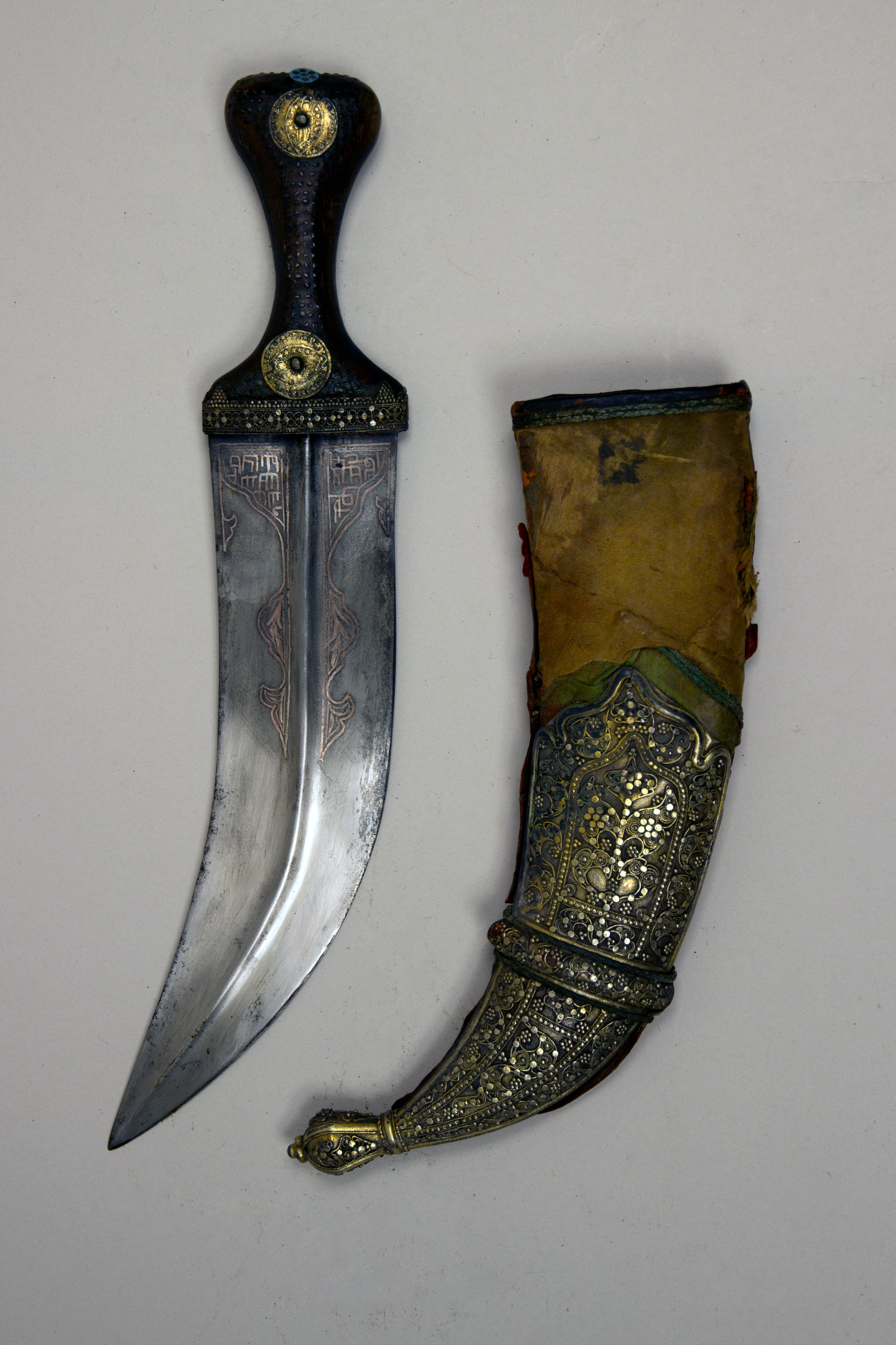
Арабська (варіант)
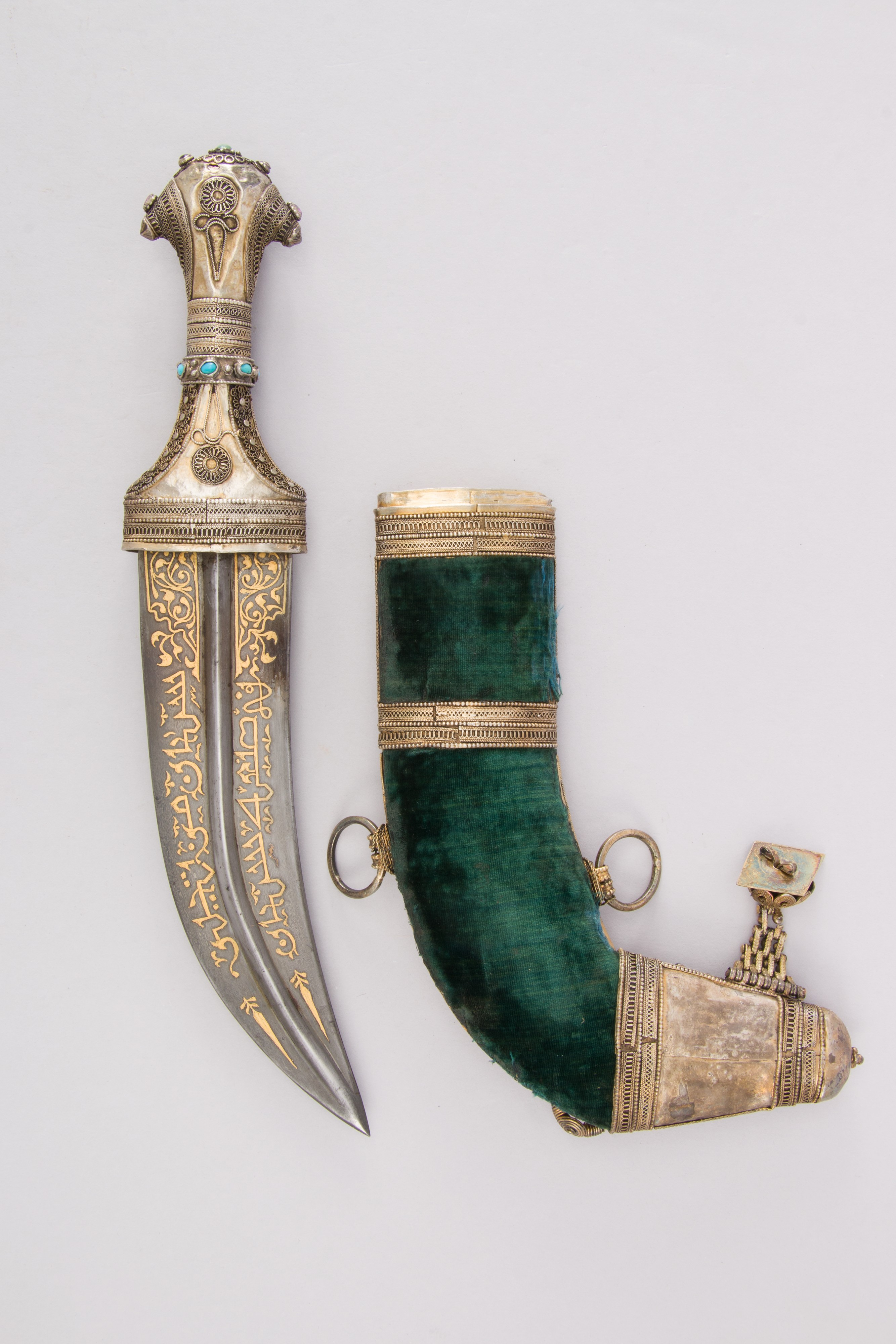
Арабська (варіант)
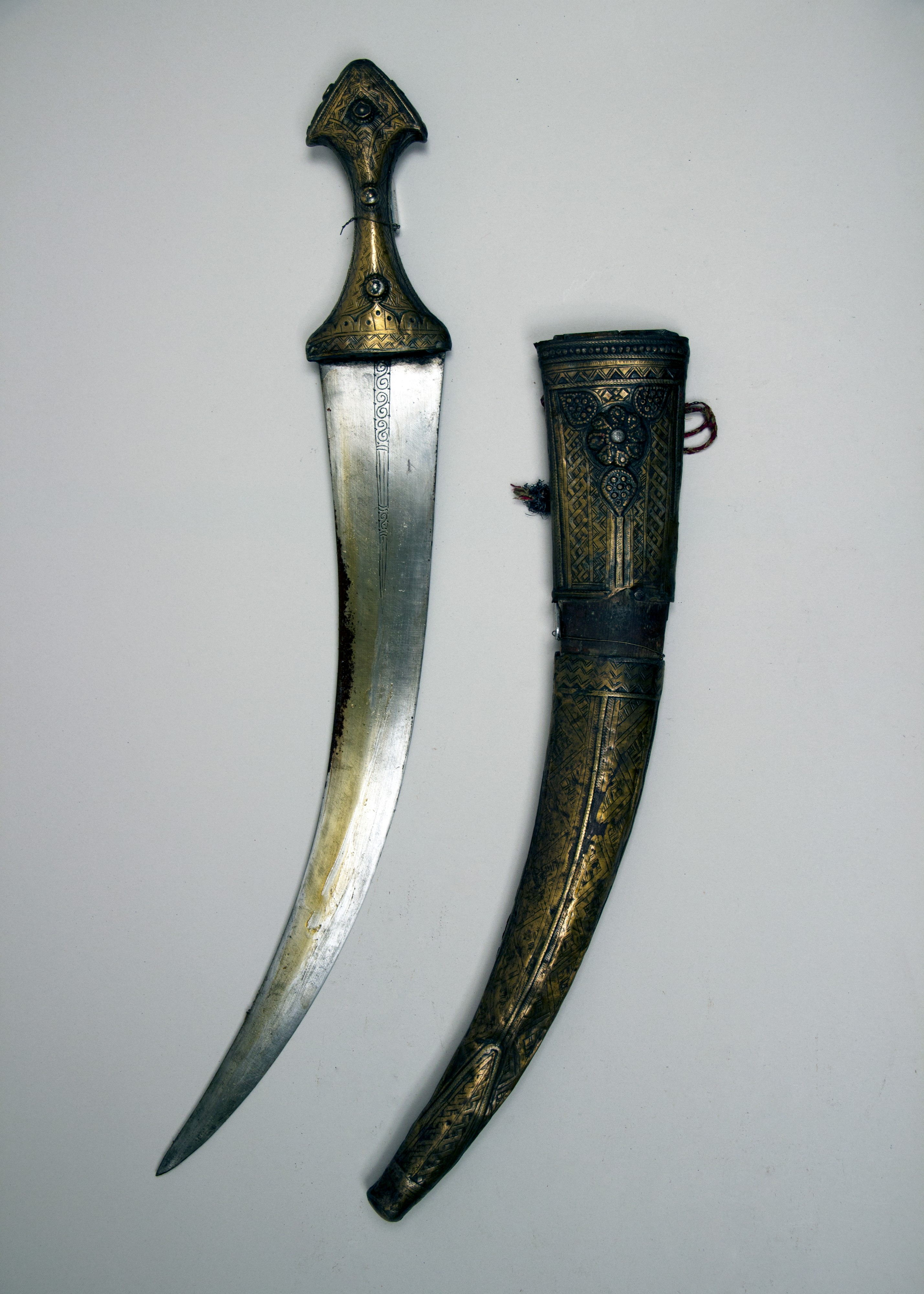
Арабська (вахабітьска)
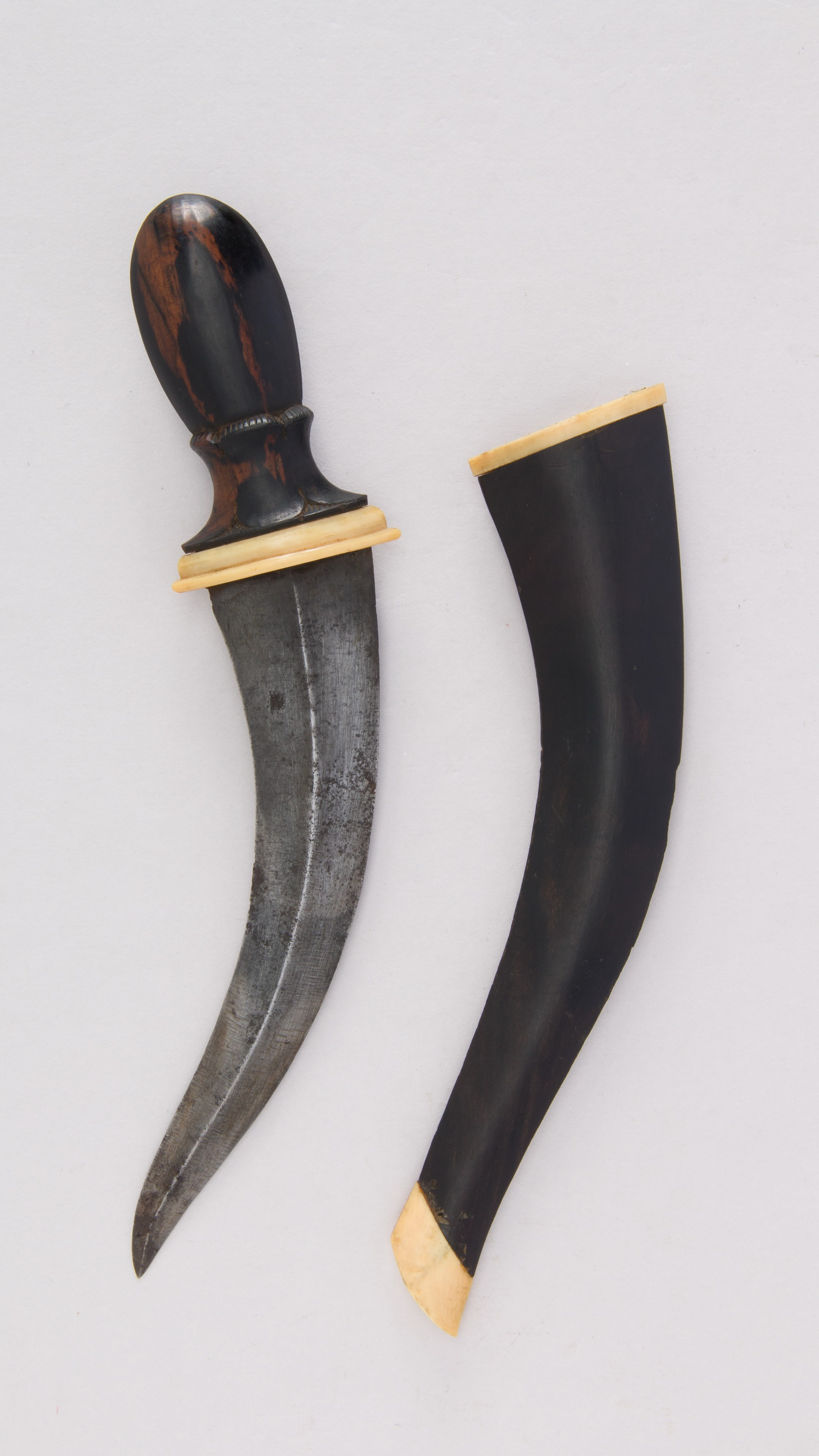
Борнео
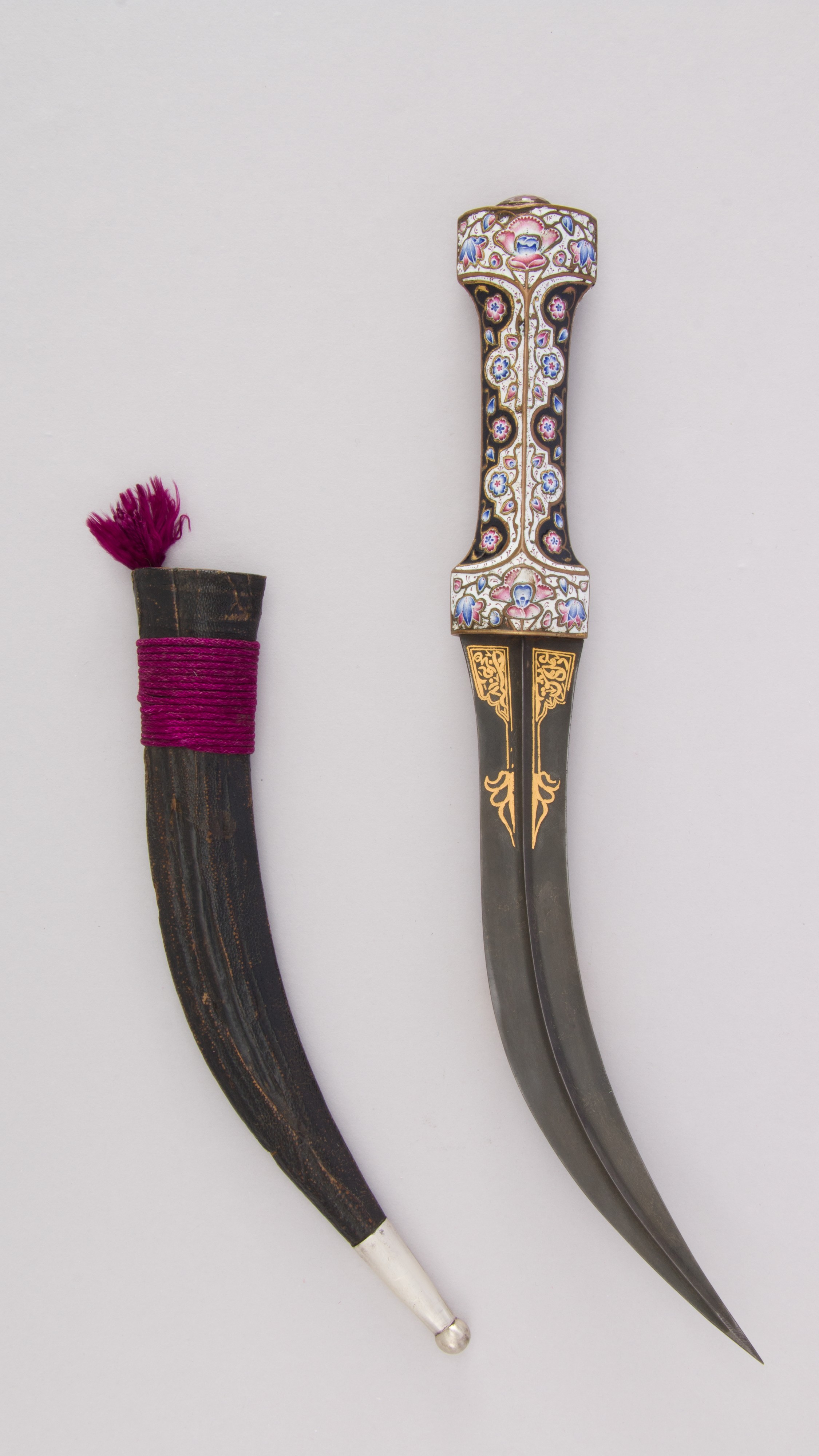
Балі